# Na samotě u lesa
Na samotě u lesa (en txec, Aïllament al bosc) és una pel·lícula de comèdia txecoslovaca del 1976 dirigida per Jiří Menzel. El rodatge va tenir lloc a prop de Radešice (les escenes de la caseta d'estiu) i a Svatý Jan (el funeral i la baralla al bar). Fou exhibida com a part de la selecció oficial del Festival Internacional de Cinema de Sant Sebastià 1976.

## Sinopsi
Una família ordinària de Praga, els Lavičkas, anhelen una casa rural al camp. Un dels seus amics ha aconseguit obtenir una residència de camp vivint en un molí en servei. Un altre hi va construir una casa des de zero i ha contractat un paleta, que el permet fer tota la feina. Un tercer ha aconseguit comprar una casa de camp, però amb els seus antics propietaris encara residents i està intentant desallotjar-los per mitjans com cavar un fossat a la porta principal i obturar la seva xemeneia.
Confortats per aquests obstacles, els Lavičkas visiten una cabana pertanyent a un carismàtic antic pagès, el senyor Komárek (Josef Kemr), i acaben encantats, malgrat algunes taules podrides i la pudor. El senyor Komárek, per a la seva sorpresa, ofereix vendre'ls la casa, dient que té previst vendre la seva vaca, no sembrar noves collites i es trasllada a Eslovàquia per viure amb el seu fill. Mentrestant, els llogarà una habitació. Així els Lavičkas es traslladen. Els seus fills gairebé immediatament comencen a dirigir-se al senyor Komárek com a avi i se l'uneixen per recollir ous de les gallines i escoltar contes de fades. llegir en veu alta a la ràdio. Les puces, pollastres itinerants i la falta d'electricitat posen dels nervis a Věra Lavičková, però el seu marit, Oldřich, continua encantat amb la vida del camp.
Malauradament, el senyor Komárek no mostra cap senyal de vendre la seva vaca ni fer cap altre pas per abandonar el local. Oldřich fins i tot fa el descobriment alarmant que el senyor Komárek té un pare de noranta-dos anys i que encara és viu. Al final, els Lavičkas han d'acceptar que la seva vida al camp haurà de ser compartida.

## Repartiment
- Josef Kemr: Komárek
- Zdeněk Svěrák: Oldřich Lavička
- Daniela Kolářová: Věra Lavičková
- Marie Hradilková: Zuzana Lavičková
- Martin Hradilek: Petr Lavička
- Ladislav Smoljak: Zvon
- Jan Tříska: Dr. Václav Houdek
- Naďa Urbánková: Zvonová
- Zdeněk Blažek: Hruška
- Alois Liškutín: Kos
- František Řehák: Lorenc
- Václav Trégl: Vondruška
- Vlasta Jelínková: Vondrušková
- Oldřich Vlach: Kokeš
- František Kovářík: Komárek st.